# 마츠야마 켄이치
마츠야마 켄이치(일본어: 松山 ケンイチ, 1985년 3월 5일 ~ )는 일본의 배우, 모델이다. 본명은 마츠야마 켄이치(松山 研一). 애칭은 마츠켄(松ケン)
아오모리현 무쓰시 출신으로 2002년 4월에 방영한 드라마 고쿠센을 통해 성공적으로 데뷔했다. 그는 친근하면서도 독특한 캐릭터를 주로 맡는다. 그는 2006년에 개봉한 데스노트와 데스 노트 - 라스트 네임, 데스 노트 - L: 새로운 시작에서 L역을 맡은 걸로 가장 잘 알려져있다. 그는 애니메이션 데스노트에 제라스라는 캐릭터로 성우 작업에 참여하기도 했다.

## 출연

### 드라마
- 고쿠센 - 모리 켄이치 역 (2002)
- 극히 선 (2002)
- 도쿄의 마당이 있는 단독주택 제 1화 출연 (2002)
- 메시지 제 7화 출연 (2002)
- 킷즈워 스페셜 - 쿠로다 역 (2003)
- BE-BOP HIGH SCHOOL - 카와바타 쥰 역 (2004)
- 1리터의 눈물 - 가와모토 유지 역 (2005)
- 섹시 보이스 앤 로보 - 로보 역(2007)
- 제니게바 (2009)
- 타이라노 키요모리 - 타이라노 키요모리 역 (2012)
- 후타가시라 - 벤죠 역(2015)
- 명랑 개구리 뿅키치 - 히로시 역(2015)
- A LIFE~사랑스러운 사람~ - 이가와 소타 역(2017)
- 이웃집 가족은 푸르게 보인다 - 이가라시 다이키 역(2018)

### 영화
- 완전한 사육 비밀의 지하실 (2003)
- 우연히도 최악의 소년 (2003)
- KAMACHI (2004)
- 시부야 괴담 2(2004) - 시노하라 코스케 역
- 녹차의 맛 - 마츠켄 역 (2004)
- 위닝 패스(2004) - 고바야시 켄타 역
- 린다린다린다 (2005) - 마키 하라 역
- NANA (2005) - 오카자키 신이치 역
- 불량소년(양키)의 꿈 (2005) - 요시이에 히로유키 역
- 커스텀 메이드 10.30 (2005)
- 남자들의 야마토 (2005) - 가미오 가쓰미 역
- 엄지손가락 찾기 (2006) - 이가라시 도모히코 역
- 데스노트 (2006) - L 역
- 열흘밤의 꿈 (2007) - The 10th Night 역
- 푸른 늑대 - 땅 끝 바다가 다하는 곳까지 (2007) - 주치 역
- 데스노트: 라스트 네임 (2006) - L 역
- 신동 (2007) - 기쿠나 가즈메(와오) 역
- 돌핀 블루 (2007) - 우에무라 가즈야 역
- 사우스 바운드 (2007)
- 츠바키 산쥬로 (2007) - 이사카 이오리 역
- 타인의 섹스를 비웃지 말라 (2007) - 미루메 역
- 데스 노트 - L: 새로운 시작 (2007) - L 역
- 디트로이트 메탈 시티 (2008) - 네기시 소이치 & 크라우저 2세 역
- 가무이 외전 (2009) - 가무이 역
- 울트라 미러클 러브 스토리 (2009) - 미즈키 요우진 역
- 상실의 시대 (2010) - 와타나베 역
- 누군가 내게 키스했다 (2010) - 유지 역
- 간츠
- 토끼 드롭스
- 키요스 회의
- 일본의 가장 긴 하루
- 세키가하라 대전투 (2017) - 나오에 카네츠구 역

### 극장판 애니메이션
- 프로메어 (2019) - 갈로 티모스 역

### CF
- 롯데 자일리톨 CM
- 카도카와 문고 `여름의 100권` CM
- NTT도코모 CM

### 사진집
- 마츠야마 켄이치 1st포토북 新 (2007 발매)
- L file no.15 (2008 발매)

## 수상
- HORIPRO×Boon×PARCO 공동 기획 《New Style Audition》그랑프리 (2001)
- 제31회 호치영화상 최우수 신인상 《남자들의 야마토》, 《데스 노트》 (2006)
- 제28회 요코하마 영화제 최우수 신인상 《남자들의 야마토》, 《데스 노트》, 《엄지손가락 찾기》 (2007)
- 제30회 일본 아카데미상 신인 배우상 《남자들의 야마토》 (2007)
- 제30회 일본 아카데미상 우수 조연 남우상 《데스 노트 전편》 (2007)
- 2007년 에란도르상 신인상 《데스 노트》, 《엄지손가락 찾기》 (2007)
- 제04회 만년필 베스트 코디네이터상 《일반 선출 부문》 (2007)